# Поюровский, Борис Михайлович
Бори́с Миха́йлович Поюро́вский (19 декабря 1933, Харьков, УССР, СССР — 20 июля 2016, Москва, Россия) — советский и российский театральный критик и педагог, кандидат искусствоведения (1982).
Б. М. Поюровский — автор свыше 4 тысяч рецензий, статей, очерков. Основные его работы посвящены проблемам современного отечественного и зарубежного театра, драматургии, культурологии, а также эстраде и телевидению. Член Союза театральных деятелей РФ и Союза журналистов РФ.

## Биография
Родился 19 декабря 1933 года в Харькове в еврейской семье. Отец — Михаил Борисович, доктор медицинских наук, профессор, мать — Софья Абрамовна, имела два высших образования: инженерное и лингвистическое. В 1939 году у них родился младший сын Юрий.
В детском возрасте был отдан в частную группу, где детей учили немецкому языку, рисованию, лепке, ритмике, танцам.
С началом Великой Отечественной войны его отец, в то время заведующий кафедрой мединститута, был назначен начальником эвакогоспиталя. Жена с двумя детьми эвакуировалась в Ташкент, к старшей сестре. Здесь, в эвакуации, Борис Поюровский пошел в 1-й класс и записался в школьный музыкальный самодеятельный коллектив.
В 1944 году Поюровские вернулись в Харьков, здесь он продолжил обучение в школе, после окончания которой подал документы в Харьковский государственный театральный институт. С 1951 года учёбу он совмещал с работой пионервожатым в средней школе.
Театроведческий факультет ХГТИ Борис Поюровский окончил в 1955 году и решил себя посвятить не искусству, а работе критика. С 14 лет его кумиром был выдающийся театральный критик Юзеф Ильич Юзовский. Решив обязательно попасть к нему, Поюровский добился для себя практикума в Москве.
В 1954 году начал сотрудничать с литературно-драматической редакцией Всесоюзного радио в качестве автора и комментатора, почти одновременно стал работать на телевидении как корреспондент и как автор и ведущий циклов телепередач «Театральная афиша», «Внимание! Включаем зрительный зал», «Искусство», «Театральные встречи», которые выходили в эфир многие годы. В середине 1950-х годов, ещё до появления «Спокойной ночи, малыши!», он придумал детскую передачу о приключениях Шустрика и Мямлика.
С 1955 года в течение 17 лет  работал на кафедре актерского мастерства Школы-студии МХАТа. В течение 25 лет Борис Михайлович являлся деканом, а затем ректором первого Народного театрального университета Дворца культуры ЗИЛа.
Жил и работал в Москве.
Был женат с 1965 года на Ирине Чижовой, актрисе, мастере художественного слова, заслуженной артистке РСФСР.
Похоронен на Ваганьковском кладбище (участок 10).

## Награды
- Заслуженный деятель искусств Российской Федерации (28 апреля 1994) — за заслуги в области искусства
- Лауреат премии Правительства Москвы в области литературы искусства (2004) — за подвижническую деятельность в области театрального искусства
- Лауреат премии Фонда Театра О. Табакова (2004) — за честь и достоинство профессии, за любовь и верность театру
- В 2006 году награждён орденом М. В. Ломоносова Академии проблем безопасности, обороны и правопорядка.
- Орден Дружбы (2014).